# Getto w Wilnie

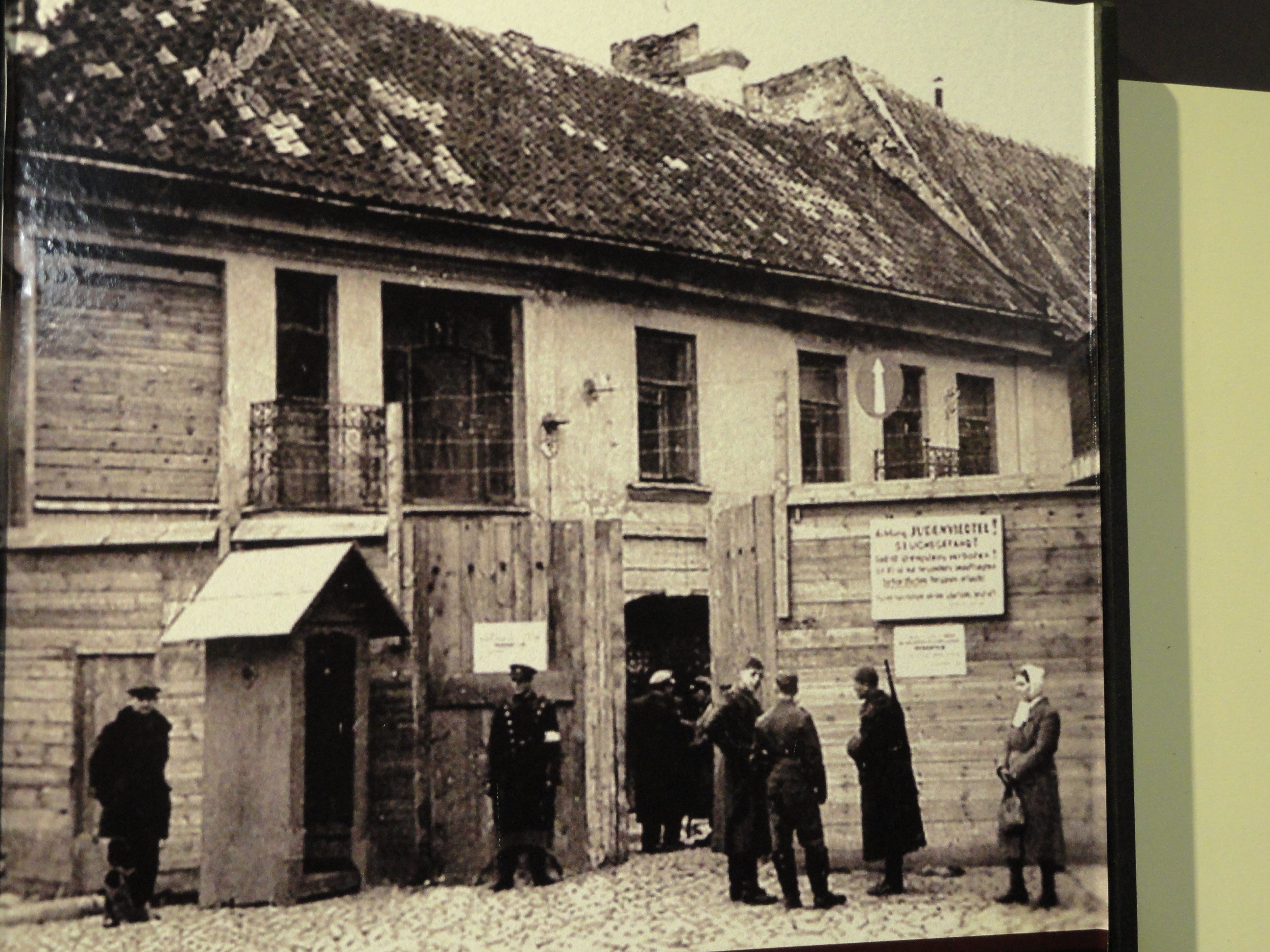
Brama getta

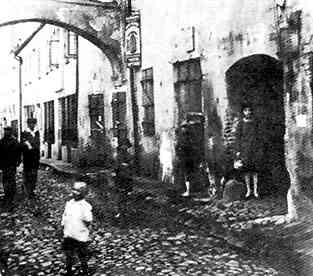
Getto w Wilnie

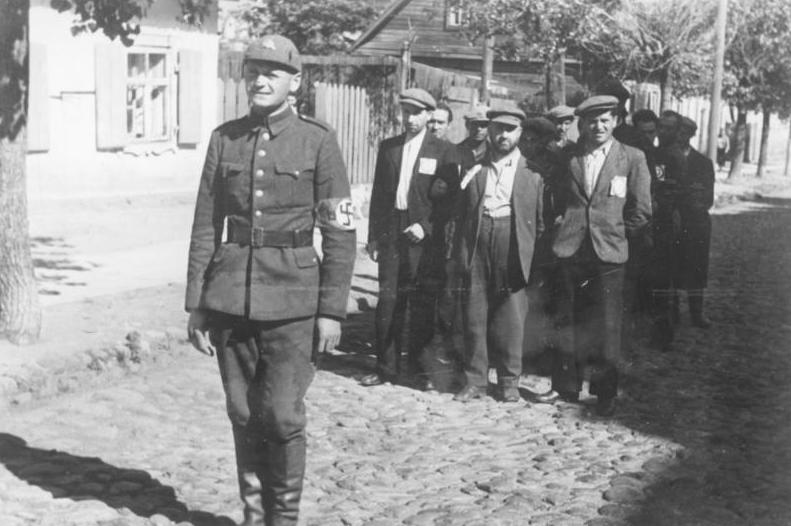
Litewski policjant nazistowski w Wilnie prowadzący grupę żydowskich robotników (1941)

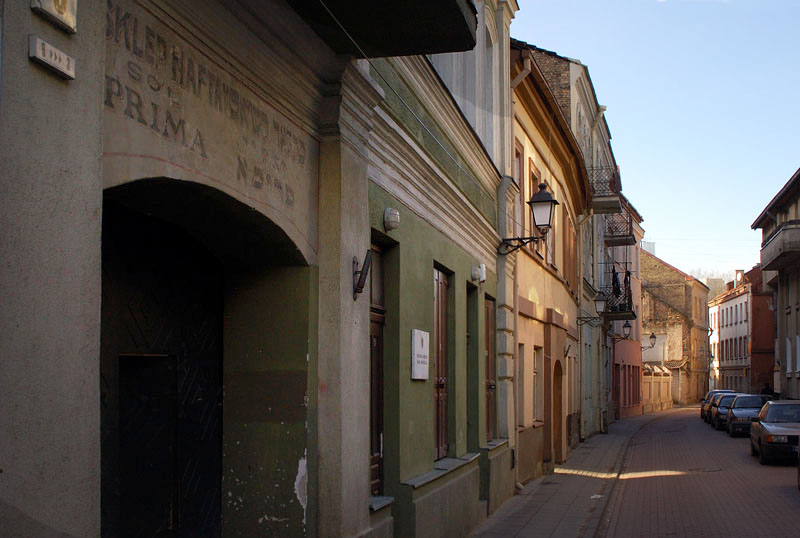
Wilno, ul. Straszuna. Teren byłego getta w 2008

Getto w Wilnie (lit. Vilniaus getas, niem. Ghetto Wilna, jid. ‏ווילנער געטא‎; Wilner geto) – żydowskie getto istniejące w Wilnie w latach 1941–1943.

## Historia
Po zajęciu 24 czerwca 1941 Wilna przez Wehrmacht, 4 lipca 1941 powołano Judenrat, na czele którego stanął Szaul Trocki. Do początku września w masowych egzekucjach na terenie lasu ponarskiego zamordowano około 13–18 tys. wileńskich Żydów. Powstanie getta ogłoszono 6 września 1941. Objęło ono teren tzw. dzielnicy żydowskiej położonej na zachód od ratusza, ograniczonej ulicami Wielką, Niemiecką i Dominikańską.
Tzw. małe getto (nr II) zajmowało teren skupiony wokół ulic: Szklanej, Gaona, Klaczki, Antokolskiego i Żydowskiej. Duże getto (nr I) objęło rejony ulic Rudnickiej, Jatkowej, Oszmiańskiej, Żmudzkiej, Szpitalnej, Dziśnieńskiej i Szawelskiej. Obie dzielnice przedzielone były ulicą Niemiecką, wydzieloną z terenu zamieszkanego przez Żydów w celach usprawnienia przejazdu wojska przez miasto. Brama do dużego getta znajdowała się przy ul. Rudnickiej, opodal kościoła Wszystkich Świętych.
Na terenie małego getta zamieszkało początkowo 11–12 tys. osób, z reguły niezdolnych do pracy fizycznej na rzecz III Rzeszy. Zostali oni zamordowani w dniach 3–21 października 1941 na terenie Ponarów. Na czele małego getta przez dwa miesiące stał Ajzyk Lejbowicz.
Duże getto było początkowo zamieszkane przez 29–30 tys. osób. Przewodniczącym Judenratu został Anatol Fried. Po wymordowaniu mieszkańców małego getta rozpoczęto stopniową eksterminację Żydów z dużej dzielnicy żydowskiej, do końca 1941 życie straciło łącznie 33,5 tys. Żydów mieszkających w mieście w czerwcu 1941. W lipcu 1942 Anatola Frieda w roli szefa Rady Żydowskiej zastąpił Jakub Gens, wcześniej dowódca żydowskiej policji.
Oblicza się, że na początku 1942 w getcie mieszkało legalnie 12 tys. osób, a niezgodnie z przepisami, w ukryciu – 8 tys.
Na terenie getta istniała cała infrastruktura społeczna: działały szkoły i biblioteki, kuchnie, punkty pomocy zdrowotnej oraz teatry, np. Żydowski Teatr Wileński funkcjonował od stycznia 1942 do czerwca 1943 – łącznie wystawił 119 przedstawień, które obejrzało 35 tys. widzów. Na deskach teatru wystawiono m.in. Golema, 200 Tysięcy, Zielone Pola, Skarb, Człowieka pod mostem i Żyda Wiecznego Tułacza.
1 stycznia 1942 powstała żydowska Zjednoczona Organizacja Partyzancka (Fareinigte Partizaner Organizacje), która przygotowywała wybuch antyniemieckiego powstania w getcie. Gdy okazało się, że do niego nie dojdzie, części partyzantów udało się wydostać z miasta i przedrzeć do okolicznych lasów. 
Przywódcą FPO został Icchak Wittenberg, pseud. „Leon” (szef Wydziału Mieszkaniowego w Judenracie). Początkowo należeli do niej członkowie Ha-Szomer ha-Cair (Aba Kowner), Ha-Noar ha-Cijoni (Nisan Reznik), Betaru (Józef Glazman) oraz komuniści (Icchak Wittenberg), a po kilku miesiącach dołączyli  członkowie Bundu (Abraham Chwojnik).
Ostateczna likwidacja getta nastąpiła 23–24 września 1943. Ludzi słabych fizycznie wywieziono do obozów zagłady w Majdanku i Sobiborze lub rozstrzelano w Ponarach. 7 tys. Żydów zdolnych do pracy na rzecz III Rzeszy przetransportowano do obozów pracy na Łotwie (między innymi do powstałego w marcu 1943 obozu koncentracyjnego KL Riga-Kaiserwald) i w Estonii.
Ocenia się, że 1,2 tys. Żydów z wileńskiego getta zostało uratowanych dzięki dyrektorowi obozu pracy HKP 562 majorowi Karlowi Plaggemu, który uchronił ich przez wywózką do lasku ponarskiego, za co został pośmiertnie wyróżniony medalem Sprawiedliwy wśród Narodów Świata.
Ocalała również część grupy wywiezionej do wspomnianego wyżej obozu w Rydze-Kaiserwald. W II połowie października 1944 ewakuowano więźniów tego obozu do obozu koncentracyjnego Stutthof. Z kolei stąd w kwietniu 1945 „marszami śmierci”, wraz z innymi więźniami tego obozu, pognano ich w kierunku zachodnim i na tej drodze byli stopniowo wyzwalani w różnych miejscowościach Pomorza, np. w Neustadt (ob. Wejherowo) czy w Luenburgu (ob. Lębork). Po wyzwoleniu część z nich dotarła do Łodzi, która w tym czasie stała się centralnym punktem gromadzenia się ocalałych z Shoah Żydów z terenu Polski. Stąd wielu z nich w latach 50. XX w. wyjechało do Izraela (tak przedstawiały się m.in. losy jednej z wileńskich Żydówek – Sary Deweltow).